# الجدرة (القطن)

'

تعديل مصدري - تعديل

الجدرة هي إحدى قرى عزلة القطن بمديرية القطن التابعة لمحافظة حضرموت، بلغ تعداد سكانها 107 نسمة حسب تعداد اليمن لعام 2004.